# La ciociara (film 2017)
La ciociara è un film pornografico del 2017, diretto dal regista Mario Salieri.
Rifacimento in chiave hard del film La ciociara di Vittorio De Sica, ispirandosi al romanzo di Alberto Moravia, scatena l'ira di Emiliano Ciotti, presidente dell'associazione vittime delle marocchinate, con la conseguenza di un'interrogazione parlamentare e di svariate lettere di sdegno indirizzate al Presidente del Consiglio Paolo Gentiloni.
La pellicola è strutturata come una fiction in tre parti: La ciociara 1 - Fuga da Roma, La ciociara 2 - Il viaggio e La ciociara 3 - Ritorno a Sant'Eufemia, girati in contemporanea e distribuiti a partire dall'ottobre 2017.

## Trama
Parte prima - Fuga da Roma
Lo scrittore Alberto, sostenuto dalla moglie Elsa, sta scrivendo un romanzo incentrato su una popolana della Ciociaria durante la seconda guerra mondiale. La storia inizia a Roma nel 1943, dove Cesira sta facendo visitare da un medico la figlia adolescente Rosetta che, traumatizzata dai recenti bombardamenti Alleati sulla città, si è chiusa in un totale mutismo. La donna decide di rifugiarsi nel paese natio di Sant'Eufemia insieme alla figlia per sfuggire alle incursioni aeree e alle atrocità della guerra, ma per poter partire ha bisogno di denaro. Lo chiede in prestito al meccanico Giovanni, uomo che si è benevolmente occupato di loro dopo la scomparsa del marito di Cesira, morto a causa di un infarto qualche anno prima. Giovanni accetta di aiutarla finanziariamente ma solo se si concederà sessualmente a lui. Cesira inizialmente rifiuta, ma poi acconsente per il bene di sua figlia. Le due donne partono quindi in treno, ma mentre Cesira si è assopita, Rosetta esce dallo scompartimento e spia di nascosto un membro della milizia fascista che sta copulando con due ragazze in uno scompartimento attiguo, mentre una terza donna assiste eccitata.
Parte seconda - Il viaggio
Mentre il viaggio in treno prosegue, il fascista si accorge di essere spiato da Rosetta e poco dopo, ricompostosi, la segue nel suo scompartimento e fa delle proposte oscene a lei e alla madre. Visto il risoluto diniego di Cesira, egli decide di portare le due donne presso il comando della milizia fascista, che all'epoca svolgeva anche funzioni di polizia, per accertamenti. Al comando vengono trovate in possesso di 67 000 lire e trattenute per verifiche sulla provenienza del denaro. Rosetta viene portata in infermeria e lì violentata dal fascista del treno che la minaccia di rivelare alla madre che lei lo aveva spiato mentre faceva l'amore. Dopo due giorni di detenzione, anche Cesira viene portata al cospetto dell'uomo che la ricatta: se rivuole indietro i suoi soldi dovrà soddisfarlo sessualmente, inoltre dalla somma saranno trattenute 20 000 lire (10 000 per lui e 10 000 per il segretario di sezione). Cesira si vede quindi costretta a cedere per la seconda volta a un ricatto sessuale e si concede, pur riluttante, al fascista. Le due donne si rimettono quindi in viaggio verso Sant'Eufemia, questa volta a piedi, anche se il paese dista più di 6 km.
Parte terza - Ritorno a Sant'Eufemia
Lungo il cammino vengono raggiunte da un camion con a bordo il segretario della milizia fascista che si offre di accompagnarle a Sant'Eufemia. Così in meno di un'ora arrivano in paese e ricevono la calorosa accoglienza da parte dello zio che, dietro pagamento di 30 000 lire, le ospiterà nel suo casolare di campagna per un periodo di 6 mesi. Ma durante il pranzo di benvenuto, il segretario fascista ha un diverbio con Michele, un giovane dissidente del regime contrario alla guerra voluta dal Duce, che abbandona la tavolata. Più tardi, Cesira ha modo di conoscere più a fondo il giovane, che le espone le sue idee politiche dichiaratamente comuniste. Nel frattempo, mentre Cesira e Michele sono andati a fare una passeggiata, lo zio circuisce Rosetta e si approfitta di lei, che, remissiva, si lascia possedere dal vecchio. Intanto, il rapporto tra Cesira e Michele si fa sempre più intimo e tra i due sembra nascere un sentimento. Al casolare giungono due soldati tedeschi sbandati in rotta da Cassino. Uno dei due parla italiano e dice allo zio di essersi invaghito di Cesira e di volere giacere con lei. Se la donna si dovesse rifiutare, minaccia di far violentare Rosetta al suo commilitone e poi di fare fucilare tutti gli abitanti della casa. Cesira cede al ricatto e soddisfa sessualmente il tedesco. Il giorno dopo Michele se ne va insieme ai due soldati per mostrare loro un nascondiglio sulle montagne in previsione dell'imminente arrivo degli Alleati. Anche lo zio fugge per paura di rappresaglie essendo in possesso della tessera del partito fascista. Cesira e Rosetta si vedono costrette a riprendere il cammino, questa volta in direzione di Sant'Agata de' Goti, ma sulla strada vengono fermate da un giornalista e sua moglie che le scongiurano di non proseguire oltre e di fuggire con loro. Troppo pericoloso per due donne andare in giro da sole in quanto nei paraggi dilagano le violenze dei soldati marocchini che violentano donne e bambini e uccidono gli uomini che tentano di proteggere le proprie famiglie. Rosetta riacquista miracolosamente la parola, e madre e figlia si lasciano convincere. Lo scrittore Alberto che anni dopo sta scrivendo il romanzo, si rivela essere il giornalista che salvò le due donne, ma questo solo nella finzione narrativa perché in realtà le controparti reali dei personaggi del libro, Amelia e la figlia Marisa, non accettarono il consiglio e subirono le violenze dei goumier francesi.
Nel finale il regista Mario Salieri e le attrici Roberta Gemma e Rebecca Volpetti si recano a omaggiare il Monumento alla Mamma Ciociara a Castro dei Volsci, ponendo un mazzo di fiori ai piedi dello stesso.

## Produzione
Mario Salieri disse nel corso di un'intervista radiofonica al programma La Zanzara su Radio 24 che la versione porno de La ciociara era in lavorazione e che le riprese sarebbero terminate a marzo 2017 per poi far uscire il film in estate. Parlò anche delle varie polemiche che avevano accompagnato la notizia dell'annuncio del progetto definendole "tutta pubblicità" e spiegò: «Ciociara è un termine generico che indica una donna proveniente dalla ciociaria, dunque si può fare. Certo il mio film è ispirato al romanzo di Moravia, non c’è dubbio. Ma non ci saranno le "marocchinate", non ci sarà nessun riferimento, non ci saranno scene di violenza sessuale. Hanno fatto appello al Ministro della Cultura senza nemmeno aspettare di vedere il film. Roberta Gemma farà la parte di Sophia Loren. Entro marzo finiremo di girare, e la pellicola esce tra giugno e luglio. Ci sarà uno stupro solo nella scena finale».

## Controversie
La notizia che Mario Salieri, importante regista italiano di film porno, avesse deciso di girare la versione a luci rosse di un grande classico del cinema italiano come La ciociara di Vittorio De Sica destò già scalpore di per se stessa, ma la polemica si allargò quando arrivarono le proteste ufficiali da parte di Emiliano Ciotti, presidente dell'Associazione delle vittime degli stupri di massa perpetrati in Italia dai soldati di nazionalità marocchina incorporati nell'esercito francese durante la seconda guerra mondiale, che scrisse una lettera al Presidente del Consiglio Paolo Gentiloni per rimarcare "l’impatto psicologico non indifferente che, anche solamente il sapere che esiste un film di questo genere, avrebbe sulle famiglie delle vittime di quelle violenze." e per chiedere "(...) un immediato intervento quantomeno per limitare la diffusione del film". La questione viene discussa anche in Parlamento e fu oggetto di una interrogazione parlamentare presso la Commissione Cultura del Senato da parte della senatrice del PD Maria Spilabotte che definisce il film "un'offesa verso il nostro territorio e verso tutte le donne", ma il sottosegretario ai Beni culturali Ilaria Borletti Buitoni dichiarò che anche se la versione porno de La Ciociara non ottenesse il nulla osta per la proiezione nei cinema a luci rosse, la Commissione di revisione cinematografica non potrà comunque impedirne la diffusione su internet e in altri canali. Da parte sua Salieri risponde alle polemiche facendo aggiungere agli annunci pubblicitari del film la scritta: "La produzione comunica che per rispetto alle vittime di guerra, questo film non contiene scene di stupro e nessun riferimento alle marocchinate". Nel maggio 2017 viene annunciata la conclusione delle riprese dell'opera, ora definita dallo stesso regista "una fiction in tre puntate liberamente ispirata al romanzo di Moravia", che viene distribuita a partire dall'ottobre seguente.

### La protesta di Emilia De Sica
Contrariata dalla notizia che il film sarà distribuito comunque nonostante le polemiche, Emilia De Sica, figlia di Vittorio De Sica, annuncia di voler fare causa al regista Salieri. Per trascinarlo in tribunale, la De Sica ha chiesto aiuto a Sophia Loren, protagonista del film originale del 1960, e a Carmen Llera, scrittrice che nel 1986 sposò Alberto Moravia. Alle minacce legali, Salieri rispose rivendicando la propria libertà creativa e le differenze nel suo film rispetto al soggetto originale:
(Mario Salieri)